# Spolu
Spolu (in italiano: Insieme) è un'alleanza politica ceca di centro-destra formata in occasione delle elezioni parlamentari del 2021.

## Storia
In seguito alle elezioni regionali del 2020, i partiti ODS, KDU-ČSL e TOP 09 avviarono una serie di negoziati per formare una potenziale alleanza elettorale di centrodestra in occasione delle elezioni legislative del 2021.
La dirigenza dell'ODS decise di formare un'alleanza con gli altri partiti il 25 ottobre 2020. Due giorni dopo i leader Petr Fiala, Marian Jurečka e Markéta Adamová firmarono un memorandum in cui annunciavano che ODS, KDU-ČSL e TOP 09 avrebbero formato un'alleanza elettorale per le prossime elezioni legislative, con il leader dell'ODS Fiala candidato a Primo Ministro.  L'11 novembre 2020, le parti concordarono che l'ODS avrebbe candidato un proprio esponente come capolista in nove regioni, KDU-ČSL in tre regioni e TOP 09 in due regioni. Il 9 dicembre 2020 i partiti annunciarono che l'alleanza si sarebbe chiamata Spolu ("Insieme").
In occasione delle elezioni dell'8 e 9 ottobre 2021, Spolu ha conseguito 1.493.701 voti pari al 27,8% di voti, piazzandosi al primo posto tra le forze politiche e superando il partito ANO 2011 del Primo Ministro Andrej Babiš (che però ha ottenuto un seggio in più di Spolu).

## Risultati elettorali
| Elezione          | Voti      | %    | Seggi    |
| ----------------- | --------- | ---- | -------- |
| Parlamentari 2021 | 1.493.701 | 27,8 | 71 / 200 |
| Europee 2024      | 661.250   | 22,3 | 6 / 21   |